# فردینانت روشچیچ
فردینانت روشچیچ (لهستانی: Ferdynand Ruszczyc؛ ‏ تلفظ لهستانی: [fɛrˈdɨ.nant]؛ ‏ ۱۰ دسامبر ۱۸۷۰ – ۳۰ اکتبر ۱۹۳۶) نقاش، استاد دانشگاه و گرافیست اهل جمهوری دوم لهستان بود.
او ابتدا در دانشگاه دولتی سن پترزبورگ حقوق خواند، اما بعدها تغییر رشته داد و در آکادمی امپریال هنر در رشتهٔ نقاشی تحصیل کرد و از شاگردان ایوان شیشکین و آرخیپ کویندژی بود. او در برلین به‌شدت تحت تاثیر نقاشان نمادگرا همچون آرنولد بوکلین قرار گرفت. وی در سال ۱۹۱۸ و ۱۹۱۹ نخستین رئیس دانشکدهٔ هنرهای زیبای دانشگاه ویلنیوس بود.
وی همچنین برندهٔ جوایزی همچون نشانِ افسر و شوالیه لژیون دونور شده‌است.